# Cephalgy
Cephalgy ist ein Future-Pop-Projekt, das 1997 gegründet wurde.

## Bandgeschichte
Im Jahr 1997 wurde ein namenloses Musikprojekt von Rico Schmidt und Jörg Göhler gegründet. Nach einem Jahr pausierte das Projekt und jeder arbeitete an eigenen Sachen. 1999 trafen sich beide wieder. Jörg arbeitet mittlerweile musikalisch mit Sven West zusammen. Ab dem Zeitpunkt nannte sich das Projekt vorab Svenwest. Es kam zu ersten Liveauftritten, welche in Eigenregie organisiert und durchgeführt wurden. Im ehemaligen „Club Achtermai“ in Chemnitz trafen sie Ivo Lottig und Kay Resch von Accessory. Bei den beiden wurde dann das erste Promoalbum in Studioqualität aufgenommen. Während dieser Aufnahmen wurde durch Kay Resch ein Vertrag mit dem Label Out of Line organisierte. Aufgrund von bestehenden Problemen mit dem Künstlernamen SvenWest nannt sich das Projekt in Cephalgy um. Sven West ging nicht mit in das neue Projekt über. 2003 verließ er die Band. Für Sven kam Ronny in die Band und unterstützte Cephalgy seitdem als Keyboarder. Es folgten einige Auftritte, bis Cephalgy als Vorband von Blutengel gebucht wurde. 2004 waren Cepgalgy Support bei der Deamon Kiss Tour von Blutengel. Rico Schmidt verließ Ende 2004 die Band. Er konnte sein Privatleben und die Band nicht mehr verbinden. An seine Stelle wurde „Stella“ gestellt, die ihrerseits im Dezember 2006 ihren Ausstieg bekannt gab.

## Namensgebung
Cephalgy ist eine Ableitung des griechischen Wortes Zephalgie, das so viel heißt wie Kopfschmerz. Im Englischen/Amerikanischen gibt es dieses Wort nicht, es ist ein Neologismus.

## Diskografie

### Demos
- Warum (Demo CDM; 2001; Eigenvertrieb)
- Cephalgy (Demo CDA; 2002; Eigenvertrieb)
- Weisses Fleisch EP (Demo EP; 2003; Eigenvertrieb)

### Alben
- Engel Sterben Nie (CDA; 1. März 2004; Out Of Line)
- Finde Deinen Dämon (CDA; 28. Oktober 2005; Out Of Line)
- Moment Der Stille EP (EP; 13. Oktober 2006; Out Of Line)
- Herzschlag (CDA; 10. Oktober 2008; Out Of Line)
- Leid statt Liebe (CDA; 18. November 2011; Out Of Line)
- Gott Maschine Vaterland (CDA; 17. Februar 2017; Out Of Line)

### Non Album Tracks
- Sampler: Machineries Of Joy Vol. 4 – Was bleibt (CDA; 16. Februar 2007; Out Of Line)
- Sampler: Awake The Machines Vol. 6 – Tiefer (Cut Me Mix) (CDA; 9. Mai 2008; Out Of Line)
- Sampler: Help Can’t Wait Vol. 1 – Erinnerung (Adam Remix) (CDA; 30. Oktober 2009; Black Rain)
- Sampler: Machineries Of Joy Vol. 7 – Rette Mich (CDA; 15. Juli 2011; Out Of Line)

### Remixe
- Absurd Minds – Stop The Fall
- Accessory – Holy Machine
- Battle Scream – Fearful Eyes
- Blutengel – My Saviour
- Blutengel – Solitary Angel
- Das Ich – Zuckerbrot & Peitsche
- Head-Less – Adore
- Hocico – About A Dead
- Jesus And The Gurus – So F*cking Special
- La Magra – Phoenix
- Lost Area – Phentesilea
- Solitary Experiments – Immortal
- To Avoid – Last Resort
- Wynardtage – Cold Massive Blue

### Features
- Battle Scream – Suicide Control